# Kopaciv, Kozeleț
Kopaciv (în ucraineană Копачів) este un sat în comuna Nadînivka din raionul Kozeleț, regiunea Cernihiv, Ucraina.

## Demografie
Componența lingvistică a localității Kopaciv
     Ucraineană (93,24%)
     Rusă (6,76%)
Conform recensământului din 2001, majoritatea populației localității Kopaciv era vorbitoare de ucraineană (93,24%), existând în minoritate și vorbitori de rusă (6,76%).